# まじかるカナン2
『まじかるカナン2〜緋色のベルガモット〜』（まじかるカナン2 ひいろのベルガモット）は、2015年1月30日にTeriosから発売された美少女アドベンチャーゲームである。

## 概要
Teriosのデビュー作『SeptemCharm まじかるカナン』（1998年発売）の続編。前作の1年後を舞台とし、主人公やメインヒロインは引き継がれているが、新たなヒロインやキャラクターも登場する。原画も前作に引き続き横田守が担当した。

## ストーリー
“ダークマテリア”事件から1年後、魔法界・エヴァグリーンに戻っていたナツキは、地上で多発する行方不明事件を調査するため、再び銘鳳町へやってきた。1人では戦えないナツキは、かつての対（パートナー）・柊ちはやに会いに行こうとするが、突然魔法戦士クリムゾンとプリムに襲われる。プリムの魔法に操られたナツキは、偶然出会って後を追ってきた君塚みさきとキスしてしまうが、そのキスでみさきが何と魔法戦士マーカライトに変身、何とかクリムゾン達を撃退する。しかしみさきは変身を強制解除することしかできず、一方で再会したちはやはナツキとキスしても魔法戦士カーマインに変身できなくなっていた。こうしてナツキと魔法少女たちのバトルとラブの生活が始まる。

## キャラクター
※名前が2つあるキャラクターは、人間名/魔法戦士名

### 主人公
ナツキ
声：なし
本作の主人公。エヴァグリーン人で通常は動物形態だが、人間の姿になることもできる。1年前の事件後に、魔法界から人間界に降下する先遣隊・ライトバニラ隊へ入隊し、現在は隊長を務める。以前よりは魔力が向上しているが、強い相手とはパートナーの魔法戦士がいないと戦えない。多発する行方不明事件を解決するため、ライトバニラ隊の一員として再び銘鳳町へ来訪。しかし偶然出会ったみさきを魔法戦士に変身させた一方、本来の対だったちはやを変身させられなくなってしまう。みさきのそばにいるため、君塚家に居候している（祖母の依澄には動物形態を見せて、ペットとして飼われていることになっている）。他のライトバニラ隊員達と共に、行方不明になった人間や隊員を調査している。

### メインヒロイン
柊 ちはや（ひいらぎ ちはや） / カーマイン
声：民安ともえ
銘鳳学園2年。前作のメインヒロイン。スポーツ万能で元気な少女。家業はファミレス「エンジェルキッス」で、彼女もよく手伝っている。1年前に魔法戦士カーマインとなってナツキと共に戦い、高い戦闘能力を持つが、今回はナツキとキスしても変身できなくなってしまう。学園の行き帰りなどにベルガモットの樹（死んだ父・ベルガモットが変化した種から育った）に寄るのが日課。
君塚 みさき（きみづか みさき） / マーカライト
声：花澤さくら
銘鳳学園1年。本作の新メインヒロイン。運動音痴でカワイイもの好きな今時の女子で、妄想や思い込みが激しい。早くに両親を亡くし、祖母の依澄と2人暮らし。ナツキとキスすると魔法戦士マーカライトへ変身するようになってしまい、しかも変身を解除するにはナツキとHして魔力を抜かないといけなくなる（解除しないと魔力が暴走して精神が崩壊してしまう）。以前からエンジェルキッスに通っていたため、ちはやとは面識があったが、事情を知って役に立ちたいと思い、エンジェルキッスでバイトを始める。

### サブキャラクター
ワカハ
声：杏花
ナツキの妹。降下部隊ライトバニラの見習い。兄のことが大好きで、兄に近づくみさきやちはやをライバル視している。当初は公園の段ボールハウスに住んでいたが、ナツキとみさきを2人だけにしたくないため、自分も君塚家に押しかけて居候する。
君塚 依澄（きみづか いすみ）
声：朝霧叶
みさきの祖母。亡くなった両親の代わりにみさきを育ててきた。居候（ペット）となったナツキとワカハも優しく受け入れている。
小嶋 絵美（こじま えみ） / セプティム
声：白崎Zマリア
銘鳳学園2年。ちはやの母・絵美に似せて作られた存在で、一時は記憶を失っていたが、ベルガモットの樹に触れて記憶を多少取り戻している。行方不明事件に近づかないようにと、ナツキへ警告する。
水城 さやか（みずき さやか） / セルリアンブルー
声：北都南
銘鳳学園2年。ちはやの親友でクラスメート。ちはやとは幼稚園の頃からの幼なじみで、おっとり優しいお嬢様。かつては魔法戦士セルリアンブルーに変身していたが、今は相棒のハヅナ（ナツキの兄）がいないため変身できない。なお本人には変身の自覚は無い。
柊 絵美（ひいらぎ えみ） / スカーレット
声：朝霧叶
ちはやの母。かつてベルガモットのパートナーだった伝説の魔法戦士。ファミレス「エンジェルキッス」のオーナーだが、現在は原因不明の病気で入院中。
ジュバンチッチ
声：邪風林
水城家の執事。毎日お嬢様のさやかを送り迎えする、礼儀正しく控えめな紳士。
戸野村（とのむら）
声：秋原葉
エンジェルキッスの店長代理。友枝と付き合っている
米井（よねい）
声：闇月沈
エンジェルキッスのチーフマネージャー。
西京 あゆみ（さいきょう あゆみ）
声：雪野うさ子
エンジェルキッスのウェイトレス3人組の1人。3人の中では一番年上だが、おっとりした性格で紫に仕切られることが多い。米井に好意を寄せられているが気づいていない
高崎 友枝（たかさき ともえ）
声：小岩井みるる
大学生で、エンジェルキッスのウェイトレス。戸野村の恋人で仲がいい。
神戸 紫（かみど ゆかり）
声：天間あい
大学生で、エンジェルキッスのウェイトレス。大学ではサークル「解剖同好会」に所属し、動物形態のナツキを解剖しようと狙っている。

### 敵勢力
クリムゾン
声：いろは
ガランガルによって作られた生命体。戦闘能力は高いが、プリムのように魔力を貯め込むことはできず、いったん魔力を消耗すると回復しづらい。ガランガルの命により、プリムと共に魔力を集めている。
プリム
声：冬乃郁
人間やエヴァグリーン人を襲い、体に魔力をため込む。クリムゾンを「お姉様」と呼んで慕う。
ガランガル
声：八神大輔
クリムゾンやプリムを従える。反エヴァグリーン人を生み出すために、部下を使って魔力を集めている。

## スタッフ
- 原画：横田守[1]
- シナリオ：きーたん[1]
- プロデューサー：USI[3]

## 主題歌
オープニングテーマ「love for you」
作詞・作曲：Bed Town Boys／歌：民安ともえ、いろは
エンディングテーマ「ベルガモットの樹の下で」
歌：花澤さくら